# Abraeus roubali
Abraeus roubali är en skalbaggsart som beskrevs av Olexa 1958. Abraeus roubali ingår i släktet Abraeus och familjen stumpbaggar. Inga underarter finns listade i Catalogue of Life.